# Fokszám-átmérő probléma
A matematika, azon belül a gráfelmélet területén az 1960-as évek óta vizsgált fokszám-átmérő probléma (degree diameter problem) vagy (∆,D)-probléma annak a V csúcshalmaz mérete szerinti lehető legnagyobb G gráf megkeresésének problémája, melynek átmérője k, fokszáma pedig legfeljebb d. A G méretének felső korlátját a Moore-gráfok adják; 1 < k és 2 < d paraméterek mellett csak a Petersen-gráf, a Hoffman–Singleton-gráf és létezése esetén egy k = 2 átmérőjű és d = 57 fokszámú gráf éri el a Moore-korlátot. Általában a legnagyobb, adott fokszámú és átmérőjű gráfok sokkal kisebbek a Moore-korlátnál.

## Képlet
Ha {\displaystyle n_{d,k}} az adott d fokszám és k átmérő mellett elérhető maximális csúcsszám, akkor {\displaystyle n_{d,k}\leq M_{d,k}}, ahol {\displaystyle M_{d,k}} a Moore-korlát:
{\displaystyle M_{d,k}={\begin{cases}1+d{\frac {(d-1)^{k}-1}{d-2}}&{\text{ ha }}d>2\\2k+1&{\text{ ha }}d=2\end{cases}}}
Az egyenlőség nagyon kevés gráf esetében teljesül, ezért inkább azt érdemes vizsgálni, hogy a Moore-korláthoz mennyire közel létezhetnek gráfok. Vizsgálták a (∆, D, −δ)-gráfokat, tehát a legfeljebb D átmérőjű, ∆ maximális fokszámú gráfok, melyek δ defektussal maradnak el a Moore-korláttól – elsősorban a −1 és −2 defektusokat.
Az aszimptotikus viselkedés vizsgálatához megjegyzendő, hogy {\displaystyle M_{d,k}=d^{k}+O(d^{k-1})}.

## Különböző gráfosztályok
A fokszám-átmérő problémát irányítatlan gráfok mellett irányított gráfokon és vegyes gráfokon is megvizsgálták.

### Irányítatlan gráfok
Az irányítatlan gráfokon belül a következő gráfosztályokat vizsgálták meg: csúcstranzitív gráfok, Cayley-gráfok, Abel-csoportok Cayley-gráfjai; páros gráfok; különböző felületekbe ágyazott (síkbarajzolható, tóruszra rajzolható) gráfok.

### Irányított gráfok
Irányított gráfok esetében csak triviális (d=1 vagy k=1) Moore-digráfok léteznek.
Az irányított gráfokon belül a következő gráfosztályokat vizsgálták meg: csúcstranzitív gráfok, Cayley-gráfok; síkbarajzolható gráfok.

### Vegyes gráfok
Az irányított, illetve irányítatlan Moore-gráfok felfoghatók az általánosabb vegyes („részben irányított”) Moore-gráfok speciális eseteiként.

## Kapcsolódó problémák
Bollobás hasonló jellegű problémát vetett fel: adott átmérő és maximális fokszám mellett keressük meg a lehetséges legkevesebb élű gráfot. Gómez és Escudero megvizsgálták az olyan gráfok konstruálásának lehetőségeit, melyek sok csúccsal, adott D átmérővel és ∆ maximális fokszámmal rendelkeznek, továbbá éleiket pontosan p színnel lehet színezni. Táblázatukban megadják az ilyen irányított gráfokat a D ≤ 10 és p ≤ 16 esetekre.
- Fokszám/bőség probléma: adott d > 2 és g > 3 természetes számokra keressük meg a legkevesebb csúcsú reguláris gráfot, melynek fokszáma d, girthparamétere (bősége) g.
- Rend/fokszám probléma: adott n és ∆ természetes számok, keressük meg a lehetséges legkisebb Dn,∆ átmérőt egy n rendű és ∆ maximális fokszámú gráfban.
- Rend/átmérő probléma: adott n és D természetes számok, keressük meg a lehetséges legkisebb ∆n,D maximális fokszámot egy n rendű és D átmérőjű gráfban.

A fenti problémák irányított változatában fokszám helyett ki-fokszám szerepel.
- adott n, D, D′ és s, határozzuk meg az n csúcsú, D átmérőjű gráf éleinek minimális számát, ha tudjuk, hogy a gráfból s vagy kevesebb él eltávolítása után legfeljebb D′ átmérőjű gráfot kapunk
- MaxDDBS probléma: adott irányítatlan összefüggő G gráf, keressük a legnagyobb összefüggő S részgráfot, melynek maximális fokszáma ≤ ∆ és átmérője ≤ D. Kellően nagy teljes gráfot választva G-nek látható, hogy ennek a problémának egyik speciális esete a fokszám-átmérő probléma.

## Ismert korlátok

### Az irányítatlan fokszám-átmérő probléma legnagyobb ismert gráfjainak rendjei
Keressük az adott maximális fokszám és átmérő mellett lehetséges legnagyobb irányítatlan gráf csúcsainak számát (rendjét). A Moore-korlát felső határt szab a csúcsok számának, de a matematikusok ennél precízebb választ keresnek. Az alábbi táblázat bemutatja a probléma jelenlegi állását (nem számítva a 2 fokszám esetét, ahol a legnagyobb gráfok a páratlan számú csúcsból álló körök, és a triviális ∆ = 1, D = 1 esetet).
Az alábbi táblázatban találhatók a legnagyobb (2008 októberében) ismert gráfok csúcsszámai az irányítatlan fokszám-átmérő problémára, 3 ≤ d ≤ 16 fokszámra és 2 ≤ k ≤ 10 átmérőre. A táblázatban csak néhány gráf optimális (aláhúzással jelölve), tehát a lehetséges legnagyobb. A többi szám csak az eddig felfedezett legnagyobb gráfot jelenti, tehát a Moore-korláthoz közelebb álló, nagyobb gráf keresése ezeknél nyitott kérdés. A táblázat d és k értékein kívül eső számokra is ismertek konstrukciók.
| kd | 2   | 3     | 4      | 5       | 6         | 7          | 8           | 9             | 10             |
| -- | --- | ----- | ------ | ------- | --------- | ---------- | ----------- | ------------- | -------------- |
| 3  | 10  | 20    | 38     | 70      | 132       | 196        | 336         | 600           | 1250           |
| 4  | 15  | 41    | 96     | 364     | 740       | 1 320      | 3 243       | 7 575         | 17 703         |
| 5  | 24  | 72    | 210    | 624     | 2 772     | 5 516      | 17 030      | 57 840        | 187 056        |
| 6  | 32  | 110   | 390    | 1404    | 7 917     | 19 383     | 76 461      | 307 845       | 1 253 615      |
| 7  | 50  | 168   | 672    | 2 756   | 11 988    | 52 768     | 249 660     | 1 223 050     | 6 007 230      |
| 8  | 57  | 253   | 1 100  | 5 060   | 39 672    | 131 137    | 734 820     | 4 243 100     | 24 897 161     |
| 9  | 74  | 585   | 1 550  | 8 200   | 75 893    | 279 616    | 1 686 600   | 12 123 288    | 65 866 350     |
| 10 | 91  | 650   | 2 286  | 13 140  | 134 690   | 583 083    | 4 293 452   | 27 997 191    | 201 038 922    |
| 11 | 104 | 715   | 3 200  | 19 500  | 156 864   | 1 001 268  | 7 442 328   | 72 933 102    | 600 380 000    |
| 12 | 133 | 786   | 4 680  | 29 470  | 359 772   | 1 999 500  | 15 924 326  | 158 158 875   | 1 506 252 500  |
| 13 | 162 | 851   | 6 560  | 40 260  | 531 440   | 3 322 080  | 29 927 790  | 249 155 760   | 3 077 200 700  |
| 14 | 183 | 916   | 8 200  | 57 837  | 816 294   | 6 200 460  | 55 913 932  | 600 123 780   | 7 041 746 081  |
| 15 | 186 | 1 215 | 11 712 | 76 518  | 1 417 248 | 8 599 986  | 90 001 236  | 1 171 998 164 | 10 012 349 898 |
| 16 | 198 | 1 600 | 14 640 | 132 496 | 1 771 560 | 14 882 658 | 140 559 416 | 2 025 125 476 | 12 951 451 931 |

A táblázat színkódjait a következőképpen lehet értelmezni:
| Szín | Részletek |
| ---- | --- |
| *    | A Petersen- és a Hoffman–Singleton-gráf.                                                                             |
| *    | Optimális gráfok, melyek nem Moore-gráfok.                                                                           |
| *    | James Allwright által megtalált gráf.                                                                                |
| *    | G. Wegner által megtalált gráf.                                                                                      |
| *    | Graphs found by Geoffrey Exoo által megtalált gráf.                                                                  |
| *    | Brendan D. McKay, Mirka Miller és Jozef Širáň által megtalált gráfcsalád. További részletek a szerzők tanulmányában. |
| *    | J. Gómez által megtalált gráf.                                                                                       |
| *    | Mitjana M. és Francesc Comellas által megtalált gráf. Tőlük függetlenül Michael Sampels is megtalálta.               |
| *    | Fiol, M.A. és Yebra, J.L.A által megtalált gráf.                                                                     |
| *    | Francesc Comellas és J. Gómez által megtalált gráf.                                                                  |
| *    | Brendan D. McKay, Mirka Miller és Jozef Širáň által megtalált gráfcsalád. További részletek a szerzők tanulmányában. |
| *    | Eyal Loz által megtalált gráfok. További részletek Eyal Loz és Jozef Širáň tanulmányában.                            |
| *    | Michael Sampels által megtalált gráfok.                                                                              |
| *    | Michael J. Dinneen és Paul Hafner által megtalált gráfok. További részletek a szerzők tanulmányában.                 |
| *    | Marston Conder által megtalált gráf.                                                                                 |

### Az irányított fokszám-átmérő probléma legnagyobb ismert csúcsszimmetrikus gráfjainak rendjei
Az alábbi táblázatban találhatók a legnagyobb (2008 októberében) ismert gráfok csúcsszámai az irányított fokszám-átmérő problémára, a csúcstranzitív digráfokra szűkítve,  2 ≤ d ≤ 13 fokszámra és 2 ≤ k ≤ 11 átmérőre.
| kd | 2   | 3     | 4      | 5       | 6         | 7          | 8           | 9             | 10             | 11              |
| -- | --- | ----- | ------ | ------- | --------- | ---------- | ----------- | ------------- | -------------- | --------------- |
| 2  | 6   | 10    | 20     | 27      | 72        | 144        | 171         | 336           | 504            | 737             |
| 3  | 12  | 27    | 60     | 165     | 333       | 1 152      | 2 041       | 5 115         | 11 568         | 41 472          |
| 4  | 20  | 60    | 168    | 465     | 1 378     | 7 200      | 14 400      | 42 309        | 137 370        | 648 000         |
| 5  | 30  | 120   | 360    | 1 152   | 3 775     | 28 800     | 86 400      | 259 200       | 1 010 658      | 5 184 000       |
| 6  | 42  | 210   | 840    | 2 520   | 9 020     | 88 200     | 352 800     | 1 411 200     | 5 184 000      | 27 783 000      |
| 7  | 56  | 336   | 1 680  | 6 720   | 20 160    | 225 792    | 1 128 960   | 5 644 800     | 27 783 000     | 113 799 168     |
| 8  | 72  | 504   | 3 024  | 15 120  | 60 480    | 508 032    | 3 048 192   | 18 289 152    | 113 799 168    | 457 228 800     |
| 9  | 90  | 720   | 5 040  | 30 240  | 151 200   | 1 036 800  | 7 257 600   | 50 803 200    | 384 072 192    | 1 828 915 200   |
| 10 | 110 | 990   | 7 920  | 55 400  | 332 640   | 1 960 200  | 15 681 600  | 125 452 800   | 1 119 744 000  | 6 138 320 000   |
| 11 | 132 | 1 320 | 11 880 | 95 040  | 665 280   | 3 991 680  | 31 152 000  | 282 268 800   | 2 910 897 000  | 18 065 203 200  |
| 12 | 156 | 1 716 | 17 160 | 154 440 | 1 235 520 | 8 648 640  | 58 893 120  | 588 931 200   | 6 899 904 000  | 47 703 427 200  |
| 13 | 182 | 2 184 | 24 024 | 240 240 | 2 162 160 | 17 297 280 | 121 080 960 | 1 154 305 152 | 15 159 089 098 | 115 430 515 200 |

A táblázat színkódjait a következőképpen lehet értelmezni:
| Szín | Részletek |
| ---- | --- |
| *    | W.H.Kautz által megtalált gráfcsalád. További részletek a szerző tanulmányában.                                    |
| *    | V.Faber és J.W.Moore által megtalált gráfcsalád. További részletek más szerzőktől is hozzáférhetők.                |
| *    | V.Faber és J.W.Moore által megtalált gráf. A rendhez tartozó összes Cayley-digráfot Eyal Loz találta meg.          |
| *    | Francesc Comellas és M. A. Fiol által megtalált digráfok. További részletek a szerzők tanulmányában.               |
| *    | Michael J. Dinneen által megtalált Cayley-digráfok. További részletek a szerző tanulmányában.                      |
| *    | Michael J. Dinneen által megtalált Cayley-digráfok. A rendhez tartozó összes Cayley-digráfot Eyal Loz találta meg. |
| *    | Paul Hafner által megtalált Cayley-digráfok. További részletek a szerző tanulmányában.                             |
| *    | Paul Hafner által megtalált Cayley-digráfok. A rendhez tartozó összes Cayley-digráfot Eyal Loz találta meg.        |
| *    | J. Gómez által megtalált digráfok.                                                                                 |
| *    | Eyal Loz által megtalált Cayley-digráfok. További részletek Eyal Loz és Jozef Širáň tanulmányában.                 |

## Fordítás
- Ez a szócikk részben vagy egészben a Degree diameter problem című angol Wikipédia-szócikk ezen változatának fordításán alapul.  Az eredeti cikk szerkesztőit annak laptörténete sorolja fel. Ez a jelzés csupán a megfogalmazás eredetét és a szerzői jogokat jelzi, nem szolgál a cikkben szereplő információk forrásmegjelöléseként.
- Ez a szócikk részben vagy egészben a Table of the largest known graphs of a given diameter and maximal degree című angol Wikipédia-szócikk ezen változatának fordításán alapul.  Az eredeti cikk szerkesztőit annak laptörténete sorolja fel. Ez a jelzés csupán a megfogalmazás eredetét és a szerzői jogokat jelzi, nem szolgál a cikkben szereplő információk forrásmegjelöléseként.
- Ez a szócikk részben vagy egészben a Table of vertex-symmetric digraphs című angol Wikipédia-szócikk ezen változatának fordításán alapul.  Az eredeti cikk szerkesztőit annak laptörténete sorolja fel. Ez a jelzés csupán a megfogalmazás eredetét és a szerzői jogokat jelzi, nem szolgál a cikkben szereplő információk forrásmegjelöléseként.